# Eugen Csank
Eugen Csank (12. října 1912 – ???) byl slovenský a československý politik Komunistické strany Slovenska a poúnorový poslanec Národního shromáždění ČSR.

## Biografie
Ve volbách roku 1954 byl zvolen do Národního shromáždění za KSS ve volebním obvodu Rimavská Sobota-Hnúšťa. V parlamentu setrval až do konce funkčního období, tedy do voleb roku 1960. K roku 1954 se profesně uvádí jako člen ONV a předseda Místního národního výboru v obci Hostice. Soukromý zemědělec.